# Cyber Boy
Cyber Boy (電脳ボーイ Dennō Bōi?, lit. "Niño Cibernético") es un manga creado por Nagai Noriaki, publicado en la revista Coro Coro Comic de Shogakukan, de abril de 1991 al febrero de 1993 solamente en Japón. Fue el cuarto y, el último, y más popular manga de videojuegos, después de Rock 'n Game Boy.

## Juegos Basados
Representa a los videojuegos adaptados por Manga.
- Super Mario World (Nintendo)
- F-Zero (Nintendo)
- TwinBee Da!! (Konami)
- Gradius III  (Konami)
- Super Fire Pro Wrestling (Human Entertainment)
- Baseball Simulator 1.000 (Culture Brain)
- Yoshi  (Nintendo)
- Ultraman: Towards the Future (Bec)
- UFO Catcher (Sega)
- Bomberman II (Hudson Soft)
- Bomberman '93 (Hudson Soft)
- Doraemon: Taiketsu Himitsu Dogu!! (Epoch)
- Final Soldier (Hudson Soft)
- Star Parodier (Hudson Soft)
- Area 88  (Capcom)
- Adventure Island II (Hudson Soft)
- Super Adventure Island (Hudson Soft)
- Super Ghouls 'n Ghosts (Capcom)
- Super Mario Kart (Nintendo)
- G-LOC: Air Battle (Sega)
- Ōzumō Spirit (Takara)
- Super Black Bass (Hot B)
- Fatal Fury: King of Fighters (SNK)
- Capcom's Gold Medal Challenge '92 (Capcom)
- Street Fighter II: The World Warrior (Capcom)

- Datos: Q11660570